# Geschichtsphilosophie
Geschichtsphilosophie ist eine Teildisziplin der Philosophie, die sich mit Fragen um die menschliche Geschichte beschäftigt.
Der Begriff wurde im Zeitalter der Aufklärung von Voltaire geprägt.
Wie das Wort „Geschichte“, das sowohl das geschichtliche Geschehen als auch seine Darstellung in der Geschichtsschreibung bezeichnet, lassen sich auch für die Geschichtsphilosophie zwei Ausrichtungen unterscheiden: Zum einen bietet sie Anreiz zum Nachdenken über Verlauf und Ziel der Geschichte, über das Vorhandensein und die Nachweisbarkeit allgemeiner Gesetzmäßigkeiten ihrer Entwicklung und über einen eventuell ihr innewohnenden Sinn. Zum anderen reflektiert sie die wissenschaftlichen Methoden der forschenden und darstellenden Historiker. Soll sie mehr sein als bloße Spekulation, so muss sie auf den einzelnen empirischen Erkenntnissen der Geschichtswissenschaft basieren. In der ersteren Bedeutung wird sie auch als spekulative, substantielle oder materiale Geschichtsphilosophie bezeichnet; in der letzteren als kritische, analytische oder formale Geschichtsphilosophie.

## Entwicklung der Geschichtsphilosophie
Wird die Geschichte als einheitliches Geschehen angesehen, so lassen sich verschiedene Ansätze zur Interpretation ihres Verlaufs unterscheiden. Es existieren lineare, biologistische, zyklische und offene Modellvorstellungen dazu. Lineare Modelle gehen von einem Anfang und einem Ende der Geschichte aus, während biologistische Ansätze die Entwicklung einzelner Gesellschaften in Analogie zu den verschiedenen Lebensaltern interpretieren. Zyklische Theorien legen der Geschichte ein Kreis- oder Spiralmodell zugrunde. Das offene Modell schließlich interpretiert Geschichte als einen wesentlich undeterminierten Vorgang, der aufgrund seiner Komplexität nicht oder nur in kurzfristigen und klar umrissenen Kontexten vorherbestimmt werden kann. Weiterhin unterscheiden sich die Modellvorstellungen der geschichtsphilosophisch Denkenden in der Art und Weise, wie die Gesamtrichtung der Menschheitsgeschichte und ihre einzelnen Phasen im Sinne von Aufstieg bzw. Fortschritt oder Abstieg bzw. Verfall gedeutet werden.
Umstritten ist – schon aufgrund der genannten unterschiedlichen Perspektiven und wegen der verschiedenartigen und teils zeitverschobenen Entwicklung der einzelnen Kulturräume – auch das Problem der Periodisierung, der Gliederung des geschichtlichen Verlaufs. Hier wird im Weiteren aus pragmatischen Gründen für die Grobgliederung auf das gängige (eurozentrische) historische Epochenschema zurückgegriffen.

### Griechisch-römische Antike
In der klassischen griechischen Philosophie zeigt sich im Allgemeinen ein ahistorischer Ansatz. Die Geschichte wird nicht als echte Wissenschaft betrachtet, da sie es mit dem faktisch geschehenen Besonderen zu tun hat, aber nur das Allgemeine als möglicher Gegenstand wissenschaftlicher Aussagen betrachtet wird.
Vorstufen geschichtsphilosophischen Denkens gibt es jedoch bereits im Mythos. Hesiods episches Lehrgedicht Werke und Tage beinhaltet den Mythos von den fünf Weltaltern oder Geschlechtern als Verfallsgeschichte. Die Geschlechter stammen nicht voneinander ab, sondern leben in ihrer Zeit und verschwinden wieder von der Erde, um durch ein neugeschaffenes Geschlecht abgelöst zu werden. Im anfänglichen goldenen Zeitalter lebten die Menschen in einem quasi paradiesischen Zustand. Sie führten ein Leben wie die Götter, ohne Kummer, Mühe, Not und quälendes Alter. Geruhsame Arbeit genügte ihnen und der Tod überkam sie sanft wie der Schlaf. Im eisernen Zeitalter jedoch – der Gegenwart Hesiods – müssen sich die Menschen ohne Unterlass abplagen und sind voller Sorgen. Eines Tages werde es unter ihnen nur noch Misstrauen, Hauen und Stechen geben und auch dieses Menschengeschlecht werde Vergangenheit sein. Die Ursache dieser Entwicklung ist nach Hesiod, dass es an „Ehrfurcht“ (aidos) und „rechtem Vergelten“ (nemesis) fehlt. Hesiod hielt diese Entwicklung aber für umkehrbar. Die Menschen hätten einen „Handlungsspielraum“ und könnten sich wieder auf die Ordnung des Zeus und des Rechts besinnen.
Als „Vater der Geschichtsschreibung“ (pater historiae) gilt seit Cicero Herodot. Sein Grundanliegen war es, die Taten der Vergangenheit und der Gegenwart metaphysisch zu deuten, indem er zu zeigen versuchte, dass hinter dem zufällig erscheinenden Tun des Menschen die Götter als die eigentlichen Lenker der Geschichte stehen.
Eine grundlegende Weiterentwicklung in kritisch-formaler Hinsicht stellt die Geschichtsschreibung des Thukydides dar, den man als den Begründer einer wissenschaftlichen Geschichtsdarstellung bezeichnen kann. Sein Werk ist auf die Darstellung von Sachverhalten und Kausalzusammenhängen konzentriert und auf sorgfältig bewertete Quellen gestützt. Wegweisend im Sinne eines vertieften geschichtlichen Denkens und Deutens war seine Unterscheidung der unmittelbare Anlässe und der langfristigen Ursachen des Peloponnesischen Krieges.
Bei den Römern gewann die Geschichte in praktisch-politischer Hinsicht eine hohe Bedeutung. Das Festhalten an den von den Vorfahren überlieferten Sitten und Institutionen schuf Kontinuität. Die großen Männer der Vergangenheit waren Vorbilder, denen man nachzueifern hatte. Die Geschichtsschreibung wurde ausgerichtet an der Entwicklung des römischen Volkes und seines Gemeinwesens, wobei sich mit der Machterweiterung des Römischen Reiches auch ein universales Denken herausbildete. Die Götter beeinflussten Erfolg und Misserfolg des Menschen, aber nicht in völliger Willkür, sondern unter Berücksichtigung seines Verhaltens.

### Die christliche Heilslehre – Bindeglied zum europäischen Mittelalter
Das Auftreten des Christentums stellte einen entscheidenden Einschnitt in der Entwicklung des geschichtlichen Denkens dar. Der Christ ist zwar einerseits Teil der irdischen Welt und kann auch am Weltgeschehen teilnehmen; doch darf er diesem kein letztes Gewicht beimessen, da er auf eine von dieser verschiedenen, jenseitige Welt verwiesen ist. Für den Christen ist Geschichte identisch mit Heilsgeschichte. Sie ist als Welt- und persönliche Geschichte auf das Ziel hin ausgerichtet, die endgültige Aufhebung der Trennung von Gott zu erreichen. Geschichtliches Geschehen ist so ein sinnhafter Prozess, der einen letzten Zweck hat, auf den hin sich der Mensch auszurichten hat.
Im Alten Testament ist Gott der Herr der Geschichte und der Geschicke der Völker. Sein auserwähltes Volk Israel ist das Werkzeug zur Verwirklichung seines Heilsplanes, der die gesamte Menschheit umfasst. In der prophetischen Literatur wird zwar an die Großtaten Gottes in der Vergangenheit erinnert, doch geschieht dies im Hinblick auf eine noch bevorstehende Zukunft am Ende aller Zeiten. So heißt es etwa bei Jesaja (43, 18 f.):
„Denkt nicht mehr an das, was früher war; auf das, was vergangen ist, sollt ihr nicht achten. Seht her, nun mache ich etwas Neues. Schon kommt es zum Vorschein, merkt ihr es nicht?“
Im Neuen Testament ist mit der Menschwerdung und Auferstehung Christi das Ende der Zeiten gekommen. Es hat sich das Handeln Gottes erfüllt, das von den Propheten für die letzten Zeiten verkündigt wurde. Nach der Wiederauferstehung Jesu bricht nun die letzte Periode der Heilsgeschichte, die Zeit der Kirche, an. Sie vollendet sich mit der Wiederkehr (Parusie) Christi und dem letzten Gericht.
Bei den Kirchenvätern spielte die Geschichte, vor allem in der Kontroverse mit Juden, Heiden und Gnostikern, eine große Rolle. Sie wurde zu einem Mittel, die Neuheit des Christentums und die Kontinuität des Wollens Gottes miteinander zu versöhnen.
Die erste zusammenhängende Deutung der Geschichte, die als solche Vorläuferin aller späteren geschichtsphilosophischen Systeme war, gab Augustinus in seinem Hauptwerk Der Gottesstaat. Da es ihm darum ging, sich der Wahrheit des christlichen Glaubens durch eine Reflexion auf den Sinn der Geschichte zu versichern, standen jedoch weder die Geschichte noch ihre philosophische Durchdringung im Mittelpunkt des Werkes; vielmehr wurde es vor allem zum Fundament der mittelalterlichen Geschichtstheologie.
Augustinus beschrieb darin das geschichtliche Geschehen von Kain und Abel bis zum Ende der Welt als geprägt durch den prinzipiellen Gegensatz von „civitas dei“ (Gottesstaat) und „civitas terrena“ (irdischer Staat). Die Beurteilung der „civitas terrena“ ist dabei zweideutig: einerseits wird sie als sündhaft und gottfern betrachtet, andererseits ist sie doch Träger der äußeren Ordnung. Letzten Endes ist Gott Herr beider „civitates“ und damit des geschichtlichen Geschehens überhaupt. Der Mensch braucht sich um die Gestaltung der Geschichte nicht zu sorgen, weil diese dem unerforschlichen Ratschluss Gottes unterliegt.

### Neuzeit
Als Auftakt zur Herausbildung der klassischen Geschichtsphilosophie wird Giambattista Vicos Werk Scienza Nuova angesehen, das mit dem universalgeschichtlichen Ansatz die methodologische Reflexion über die Bedingungen der Erkennbarkeit von Geschichte verbindet. Die Fähigkeit zu historischen Erkenntnissen beruht nach Vico darauf, dass gesellschaftspolitische Ordnungsformen menschengemacht und als Eigenerzeugnisse dem Verständnis noch besser erschließbar seien als mathematische und geometrische Größen bzw. Formen. Die Erforschung der Geschichte „aller Völker in ihrem Entstehen, Fortschritt, Höhepunkt, Niedergang und Ende“ bleibt bei Vico jedoch geschichtstheologisch zurückgebunden, indem die wissenschaftliche Geschichtsbetrachtung einen Sinn im Geschehen als „Beweis der Vorsehung“ und der „ewigen Güte Gottes“ sichtbar machen soll. Vicos Geschichtsbild ist ein an der Naturordnung orientiertes zyklisches mit einer periodisch wiederkehrenden Folge von Zeitaltern.
Die Ablösung von allen geschichtstheologischen Prämissen im Geiste des neuzeitlich-aufklärerischen Fortschrittsoptimismus vollzieht sich zuerst in Frankreich und reicht von Bossuets noch ganz im religiös-heilsgeschichtlichen Rahmen gehaltenen Discours sur l’histoire universelle (1681) über den die Vollkommenheit der menschlichen Vernunft preisenden Grundriss für zwei Abhandlungen über die Universalgeschichte (1751) aus der Feder des erst 24-jährigen nachmaligen Finanzministers Turgot bis zu Voltaires Schrift La philosophie de l’histoire (1765). Statt Ursprungs- und Endzeitspekulationen Raum zu geben, setzte Voltaire auf die empirische Erforschung natürlicher Ursachen und behandelte Klima, Regierung und Religion als wichtige Einflussfaktoren. Gegen die Verführbarkeit der menschlichen Einbildungskraft setzte der Vordenker der Aufklärung die Vernunft als prüfende Instanz, der auch vorgebliche historische Fakten standhalten müssten. Die Natur setze die Normen hinsichtlich Recht und Gesetz, hinsichtlich Moral (Goldene Regel) und Religion. Mit der Natur im Einklang befinde sich die Vernunft, die aufklärend wirke gegenüber Unvernunft und Bosheit und so zur gestaltenden Kraft in der Geschichte werde. Voltaire kritisierte die Willkür des absolutistischen Staates und der traditionellen Kirche mit der Parole „Écrasez l’infâme!“ (etwa: „Zermalmt die Niederträchtige!“ oder „Zermalmt das abscheuliche Ding!“) und rief zum Widerstand gegen diese alten Mächte auf.
„In emphatischster Form und vollständigster Ausbildung“ (Angehrn) zeigt sich die Fortschrittsidee am Kulminationspunkt der Französischen Revolution 1794 mit dem Erscheinen von Condorcets Entwurf einer historischen Darstellung der Fortschritte des menschlichen Geistes. Condorcet verband mit seinem Fortschrittsmodell, das zur Basis der klassischen Geschichtsphilosophie wurde, mehrere Grundanschauungen: Die Geschichte im Ganzen stehe für ein Vorankommen der Menschheit; der Prozess vollzöge sich manchmal beschleunigt, dann wieder verlangsamt, jedoch irreversibel und ohne Rückschritt; er sei notwendig und verlaufe gesetzmäßig; auf die Zukunft bezogen setze er sich kontinuierlich und ohne bestimmbare Grenze der Vervollkommnung fort. Condorcet selbst wurde im Erscheinungsjahr seines Werkes Opfer der Jakobinerherrschaft.

### Die klassische deutsche Geschichtsphilosophie
In der klassischen deutschen Geschichtsphilosophie entfaltete sich „die unüberbietbare Konstellation affirmativer Geschichtsphilosophie“, deren Spannweite Emil Angehrn von Kant bis Marx reichen sieht. Geschichte wird nun als ein selbstläufiger Prozess der Entfaltung von Vernunft und menschlicher Freiheit begriffen (bei Marx schließlich der Dialektik von Produktivkraftentwicklung und Produktionsverhältnissen entsprechend). Die durchweg konstitutive Fortschrittsidee gelangt dabei auf je spezifische Weise zu gedanklicher Ausformung.

#### Kant
Indem Kant die Geschichte – entgegen Vico – als einen zielgerichteten Prozess begriff und die Erkennbarkeit ihres Verlaufs thematisierte, gab er der klassischen Geschichtsphilosophie die Grundkoordinaten vor. Das treibende Element des historischen Prozesses lag für Kant in der Natur, in der alles Lebendige zur vollständigen Entwicklung seiner Anlagen dränge. Das bezog er auch auf die Entwicklung des Menschengeschlechts, wiewohl dessen eigenes Treiben sich ihm eher widersinnig als absichtsvoll zielgerichtet darstellte: 

„Da die Menschen in ihren Bestrebungen nicht bloß instinktmäßig, wie die Tiere, und doch auch nicht, wie vernünftige Wesen nach einem verabredeten Plane, im ganzen verfahren, so scheint auch keine planmäßige Geschichte […] von ihnen möglich zu sein. Man kann sich eines gewissen Unwillens nicht erwehren, wenn man ihr Tun und Lassen auf der großen Weltbühne aufgestellt sieht; und bei hin und wieder anscheinender Weisheit im einzelnen, doch endlich alles im großen aus Torheit, kindischer Eitelkeit, oft auch kindischer Bosheit und Zerstörungssucht zusammengewebt findet: wobei man am Ende nicht weiß, was man sich von unserer auf ihre Vorzüge so eingebildeten Gattung für einen Begriff machen soll. Es ist hier keine Auskunft für den Philosophen, als dass, da er bei Menschen und ihrem Spiele im großen gar keine vernünftige eigene Absicht voraussetzen kann, er versuche, ob er nicht eine Naturabsicht in diesem widersinnigen Gange menschlicher Dinge entdecken könne; aus welcher von Geschöpfen, die ohne eigenen Plan verfahren, dennoch eine Geschichte nach einem bestimmten Plane der Natur möglich sei.“

Der umfassende Naturzweck, der Freiheit, Selbsterhaltung und Sicherheit einschließt, war es also letztlich, der für Kant die Verwirklichung des immanenten Ziels einer weltbürgerlichen Gesellschaft bewirkte. In der zeitgenössischen Französischen Revolution sah er ein Zeugnis dafür, dass die Menschheit zu Freiheitsfortschritten gelangt, die ihr unvergesslich bleiben und sich als unumkehrbar erweisen. Für die Zukunft sah Kant – in Fortentwicklung der völkerrechtlichen Ansätze von Hugo Grotius und Samuel Pufendorf – eine die (National-)Staatlichkeit übergreifende Weltorganisation entstehen, einen Völkerbund:

„Die Natur hat also die Unvertragsamkeit der Menschen, selbst der großen Gesellschaften und Staatskörper dieser Art Geschöpfe, wieder zu einem Mittel gebraucht, um in dem unvermeidlichen Antagonismus derselben einen Zustand der Ruhe und Sicherheit auszufinden; d. i. sie treibt durch Kriege, durch die überspannte und niemals nachlassende Zurüstung zu denselben, durch die Not, die dadurch ein jeder Staat, selbst mitten im Frieden, innerlich fühlen muß, zu anfänglich unvollkommenen Versuchen, endlich aber nach vielen Verwüstungen, Umkippungen, und selbst durchgängiger innerer Erschöpfung ihrer Kräfte zu dem, was ihnen Vernunft auch ohne so viel traurige Erfahrung hätte sagen können, nämlich: aus dem gesetzlosen Zustande der Wilden hinauszugehen, und in einen Völkerbund zu treten; wo jeder, auch der kleinste Staat seine Sicherheit und Rechte, nicht von eigener Macht oder eigener rechtlichen Beurteilung, sondern allein von diesem großen Völkerbunde (Foedus Amphictyonum), von einer vereinigten Macht und von der Entscheidung nach Gesetzen des vereinigten Willens erwarten könnte.“

 Allerdings machte Kant auch als Geschichtsphilosoph den erkenntnistheoretischen Vorbehalt, dass für die Zweckmäßigkeit anstelle der Zwecklosigkeit geschichtlicher Prozesse eher pragmatische als beweisbare Gründe sprächen.

#### Fichte
Gegenüber Kants hauptsächlich auf historische Erkenntnis gerichtetem Ansatz trat für Fichte das Moment des Gestaltens der Geschichte in den Vordergrund: „Der Zweck des Erdenlebens der Menschheit ist der, dass sie in demselben alle ihre Verhältnisse mit Freiheit nach der Vernunft richtet.“
Folgerichtig erhob Fichte die Gegenwart zum „Mittelpunkt der gesamten Zeit“, auf den es als Punkt des Umschlags und der Entscheidung besonders ankomme. Im Zeichen dieses Ansatzes standen Fichtes „Reden an die deutsche Nation“, die der unter der napoleonischen Vorherrschaft auf einem historischen Tiefpunkt verorteten Nation den Willen und Antrieb zur Selbstbefreiung verschaffen sollten.
Nicht aus abstrakten Prinzipien lässt sich für Fichte die geschichtliche Agenda ableiten, sondern aus historischer Erfahrung und Urteilskraft, die zu einem Wissen über das gerinnen, was jeweils an der Zeit ist: „Die Maßregel ist niemals die beste überhaupt, sondern nur die beste für die Zeit: diese kann nur derjenige angeben […], der das ewige Gesetz der Freiheit in Anwendung auf seine Zeit und sein Volk am richtigsten versteht.“
Einerseits brachte Fichte der persönlichen Individualität und der Pluralität der Völker große Wertschätzung entgegen, wenn er äußerte, dass das Wesen der Menschheit nur in höchst mannigfaltigen Abstufungen an Einzelnen und Völkern repräsentiert werden könne, denn nur in der Vielfalt „tritt die Erscheinung der Gottheit in ihrem eigentlichen Spiegel heraus.“ Andererseits erwartete er im Endstadium des historischen Prozesses die Überwindung der Politik mit und in der Religion und den Zusammenschluss der Völker zu einem menschheitsumfassenden „christlichen Staat“, eine an Augustinus erinnernde Vision.

#### Hegel
Den Schlussstein der klassischen deutschen Geschichtsphilosophie, die damit zugleich den idealistischen Kulminationspunkt erreichte, setzte Hegel:

„Den Glauben und Gedanken muss man zur Geschichte bringen, dass die Welt des Wollens nicht dem Zufall einheimgegeben ist. Daß in den Begebenheiten der Völker ein letzter Zweck das Herrschende, daß Vernunft in der Weltgeschichte ist, – nicht die Vernunft eines besonderen Subjekts, sondern die göttliche, absolute Vernunft, – ist eine Wahrheit, die wir voraussetzen; ihr Beweis ist die Abhandlung der Weltgeschichte selbst: sie ist das Bild und die Tat der Vernunft.“

Erkenntnistheoretische Vorbehalte, wie sie Kant noch zum Ausdruck gebracht hatte, finden sich bei Hegel nicht, der sein geschichtsphilosophisches Denken u. a. auf die Kurzformel brachte: „Die Weltgeschichte ist ein Fortschritt im Bewusstsein der Freiheit – ein Fortschritt, den wir in seiner Notwendigkeit zu erkennen haben.“ Die Freiheit ist notwendig, weil nur ein freier Mensch das „Wahrhafte“ erkennen kann und nicht bloß den Willen des anderen erfüllen muss. Um zur Freiheit zu gelangen, muss der Mensch sich jedoch gegen die Knechtschaft auflehnen. Nur wenn er trotz der Furcht vor dem Tod dagegen aufbegehrt, kann er frei sein. Hegel beschreibt diesen Prozess folgendermaßen:

„Die Knechtschaft und die Tyrannei sind also in der Geschichte der Völker eine notwendige Stufe und somit etwas beziehungsweise Berechtigtes. Denen, die Knechte bleiben, geschieht kein absolutes Unrecht; denn wer für die Erringung der Freiheit das Leben zu wagen den Mut nicht besitzt, der verdient Sklave zu sein … Jener knechtliche Gehorsam bildet … nur den Anfang der Freiheit, weil dasjenige, welchem sich dabei die natürliche Einzelheit des Selbstbewusstseins unterwirft, nicht der an und für sich seiende, wahrhaft allgemeine, vernünftige Wille, sondern der einzelne, zufällige Wille eines anderen Subjektes ist.“

Die Vielfalt und scheinbare Widersprüchlichkeit historischen Geschehens sah Hegel fruchtbringend aufgehoben in der weltbeherrschenden Vernunft, dem „Weltgeist“, dessen Wirken bereits der Grieche Anaxagoras – noch auf die Ordnung der Natur beschränkt – mit dem Nus (im Sinne von Verstand bzw. Vernunft) in Verbindung gebracht habe: „Die Wahrheit nun, dass eine, und zwar die göttliche Vorsehung den Begebenheiten der Welt vorstehe, entspricht dem angegebenen Prinzip. Denn die göttliche Vorsehung ist die Weisheit nach unendlicher Macht, welche ihre Zwecke, d. i. den absoluten, vernünftigen Endzweck der Welt verwirklicht; die Vernunft ist das ganz frei sich bestimmende Denken, Nus.“ Hegels geschichtsgestaltende Vernunft und die göttliche Vorsehung sind damit eins.
Für Hegel beginnt die Geschichte mit der Entstehung der Staatlichkeit, alles davor nennt er „Vorgeschichte“. Um zur Freiheit zu gelangen, müssen die Individuen die Freiheit anderer anerkennen, was sie nur tun können, wenn sie in einer Gesellschaft organisiert sind. Der vernunftgetriebene, auf freiheitliche Emanzipation gerichtete historische Prozess verläuft bei Hegel von der orientalischen Epoche – mit der singulären Freiheit exklusiv für den Despoten – über die griechisch-römische Zivilisation – mit Freiheit für Teile der Bürgerschaft – bis zur christlich modernen Welt, in der die Freiheit allgemein wird. Die Völker können je zu ihrer Zeit Epoche machen, indem sie zu Trägern der jeweiligen Entwicklungsstufe des Weltgeistes werden, bis ein anderes Volk in seiner Hochblüte die Führung übernimmt. Die welthistorisch bedeutsamen Handlungen schließlich werden nach Hegel von Individuen vollbracht, denen ihr Wirken im Dienste des Weltgeistes verborgen bleibt und die für ihr unverstandenes Wirken auch weder Ehre noch Dank erfahren.
In Hegels Gegenwart sei der historische Prozess zu seiner Vollendung gelangt: „[…] die Gegenwart hat ihre Barbarei und unrechtliche Willkür, und die Wahrheit hat ihr Jenseits und ihre zufällige Gewalt abgestreift, so dass die wahrhafte Versöhnung objektiv geworden, welche den Staat zum Bilde und zur Wirklichkeit der Vernunft entfaltet […]“
Phänomene wie das Mittelalter, die dem Geschichtsbild Hegels nicht entsprechen, erklärt er damit, dass solche Rückschläge und Verfall in die Barbarei notwendig seien, um den Übergang zur nächsten Entwicklungsstufe vorzubereiten. Es kann sein, dass manche Ereignisse in der Geschichte als unlogisch und zufällig erscheinen. Letztendlich dienen sie jedoch dem eigentlichen Ziel der Geschichte, d. h. zur Selbstentfaltung des Geistes. Das nennt Hegel „List der Vernunft“.

Aufschlussreich und z. T. bedeutsam für spätere Fachdiskussionen waren Hegels Verfahrensprämissen zur Erkenntnisgewinnung über das Walten der Vernunftvorsehung:

„Auch der gewöhnliche mittelmäßige Geschichtsschreiber, der etwa meint und vorgibt, er verhalte sich nur aufnehmend, nur dem Gegebenen sich hingebend, ist nicht passiv mit seinem Denken; er bringt seine Kategorien mit und sieht durch sie das Vorhandene. Das Wahrhafte liegt nicht auf der sinnlichen Oberfläche; bei allem, was wissenschaftlich sein soll, darf die Vernunft nicht schlafen und muß Nachdenken angewendet werden. Wer die Welt vernünftig ansieht, den sieht sie auch vernünftig an; beides ist in Wechselbestimmung.“

Fachhistoriker, deren Auffassungen von den seinen abwichen, hielt Hegel auf Distanz:

„Die Geschichte aber haben wir zu nehmen, wie sie ist; wir haben historisch, empirisch zu verfahren. Unter anderem müssen wir uns auch nicht durch Historiker vom Fache verführen lassen; denn wenigstens unter den deutschen Historikern, sogar solchen, die eine große Autorität besitzen, auf das sogenannte Quellenstudium sich alles zugute tun, gibt es solche, die das tun, was sie den Philosophen vorwerfen, nämlich apriorische Erdichtungen in der Geschichte zu machen.“

### Karl Marx und der Historische Materialismus
Je nach eingenommener Perspektive lässt sich das geschichtliche Denken von Karl Marx, das mit dem Begriff Historischer Materialismus bezeichnet wird, als radikaler Bruch mit der idealistischen deutschen Geschichtsphilosophie auffassen oder als deren Fortsetzung mit anderen Mitteln. Den Aspekt eines elementaren Neubeginns hat Marx selbst entschieden hervorgehoben, zum Beispiel in der bekannten Wendung:

„Die Philosophen haben die Welt nur verschieden interpretiert, es kommt drauf an, sie zu verändern.“

Der damit von Marx womöglich für das eigene Denken und Tun formulierte Anspruch kann angesichts der Geschichte des 19. und 20. Jahrhunderts als eingelöst gelten, wenn auch auf andere als die von ihm vorgestellte Weise. Elemente von Kontinuität sind jedoch auch in dieser These aufweisbar, die an Fichtes Aufruf zu geschichtswirksamem Handeln anknüpft. Von Hegel, den Marx vom Kopf auf die Füße zu stellen meinte, übernahm er die Vorstellung eines in dialektischer Weise sich vollziehenden historischen Fortschritts der Menschheit in neuer Ausdeutung. Die Zukunftsprojektion der klassenlosen Gesellschaft (Kommunismus) wird nicht selten als verweltlichte heilsgeschichtliche Variante des augustinischen Gottesstaates gedeutet.

Die Abkehr von der idealistischen deutschen Geschichtsphilosophie besteht bei Marx vor allem darin, dass er die „Bewegungsgesetze“ der Geschichte in der dialektischen Entwicklung von Produktivkräften und Produktionsverhältnissen bestimmt, d. h. ausdrücklich auf eine materielle, ökonomische Basis stellt, von der das menschliche Dasein auf der jeweiligen gesellschaftlichen Entwicklungsstufe hauptsächlich abhänge. Marx unterscheidet diesbezüglich im Wesentlichen Urgesellschaft, asiatische Produktionsweise, (antike) Sklavenhaltergesellschaft, feudalistische, kapitalistische und kommunistische Gesellschaft. Jeder dieser Gesellschaftsformationen zwischen Urgesellschaft und Kommunismus entspricht nach Marx ein spezifischer Klassengegensatz:

„Die Geschichte aller bisherigen Gesellschaft ist die Geschichte von Klassenkämpfen.
Freier und Sklave, Patrizier und Plebejer, Baron und Leibeigener, Zunftbürger und Gesell, kurz, Unterdrücker und Unterdrückte standen in stetem Gegensatz zueinander, führten einen ununterbrochenen, bald versteckten, bald offenen Kampf, einen Kampf, der jedes Mal mit einer revolutionären Umgestaltung der ganzen Gesellschaft endete oder mit dem gemeinsamen Untergang der kämpfenden Klassen. […]
Wenn das Proletariat im Kampfe gegen die Bourgeoisie sich notwendig zur Klasse vereint, durch eine Revolution sich zur herrschenden Klasse macht und als Klasse gewaltsam die alten Produktionsverhältnisse aufhebt, so hebt es mit diesen Produktionsverhältnissen die Existenzbedingungen des Klassengegensatzes, der Klassen überhaupt, und damit seine eigene Herrschaft als Klasse auf.
An die Stelle der alten bürgerlichen Gesellschaft mit ihren Klassen und Klassengegensätzen tritt eine Assoziation, worin die freie Entwicklung eines jeden die Bedingung für die freie Entwicklung aller ist.“

Beim erwarteten Übergang von der kapitalistischen zur klassenlosen kommunistischen Gesellschaft waren für Marx wie bei allen bisherigen Transformationsprozessen die Arbeits- und Eigentumsverhältnisse in ihrer erst förderlichen, dann hemmenden Wirkung auf die Entfaltung der Produktivkräfte ausschlaggebend. Der systembedingte Zwang zur Profitmaximierung seitens der Kapitaleigner erzeugt nach Marx nicht nur eine dem Produkt der eigenen Arbeit in Fabriken entfremdete Lohnarbeiterschaft, sondern auch eine maximale Ausbeutung von deren Arbeitskraft, sodass es zu absoluter Verelendung komme und zur Unterschreitung des Existenzminimums. Dadurch aber werde die kapitalistische Bourgeoisie zu ihrem eigenen Totengräber, denn die ausgebeuteten proletarischen Massen hätten zur Sicherung des eigenen Überlebens gar keine andere Wahl, als den revolutionären Umsturz der bestehenden Verhältnisse zu betreiben. Erst dadurch würde aber auch der Weg frei, alle produktiven Ressourcen zu erschließen, durch die in der kommunistischen Gesellschaft die Bedürfnisse aller Menschen befriedigt werden könnten.
Angehrn stellte den Historischen Materialismus in einen zeitübergreifenden geschichtsphilosophischen Zusammenhang: „Die prinzipielle Erkennbarkeit des Menschlichen begründet keine konkrete Versöhnung mit der Welt. Diese verlangt historisches Verstehen: Im Wissen um den geregelten Gang und das Ziel der Geschichte versichert sich das Bewußtsein der Sinnhaftigkeit der Welt. Geschichtsphilosophie hat ihr Pathos nicht zuletzt darin, dass sie dem aktuellen Bewusstsein eines Nicht-Versöhntseins, einer von Leiden und Ohnmacht gezeichneten Welt entgegentritt.“
Der Marxsche Ansatz hat nicht nur politische Geschichte geschrieben, sondern auch die wissenschaftliche Forschung etwa in den Bereichen Wirtschaft, Gesellschaft und Geschichte bereichert und erweitert. Nicht zuletzt die historische Forschung hat dadurch eine Neuausrichtung erfahren, die u. a. die verstärkte Berücksichtigung wirtschaftlicher und sozialer Interessenlagen bei der Erklärung historischer Zusammenhänge zur Folge hatte. Die auf Marx zurückgehenden Thesen, dass das Sein das Bewusstsein bestimme und dass das Individuum als „Ensemble der gesellschaftlichen Verhältnisse“ zu begreifen sei, sind seither auf vielfältige Weise zu Forschungsgegenständen und zu Bezugspunkten von Kontroversen geworden.

## Geschichtsphilosophie im 20. Jahrhundert
Neben und nach dem Historismus besonders von Croce und Dilthey, der gegen den Fortschrittsoptimismus der klassischen deutschen Geschichtsphilosophie die Vorstellung gesetzt hatte, dass geschichtliche Epochen nicht als Durchgangsstadium eines bestimmbaren Entwicklungsprozesses zu begreifen seien, sondern als eigenen Rahmenbedingungen und Antriebskräften ausgesetzte menschheitsgeschichtliche Erscheinungsformen, ergab sich im 20. Jahrhundert eine durch die Schrecken zweier Weltkriege und durch die globalen atomaren und ökologischen Bedrohungsszenarien beeinflusste neue Perspektive auf historische Prozesse. Neben Krisenbewusstsein und Skepsis, wie sie etwa in der Dialektik der Aufklärung von Max Horkheimer und Theodor W. Adorno zum Ausdruck kamen, richtete sich das Augenmerk verstärkt auf die vergleichende Kulturgeschichte im globalen Maßstab. Mit Blick auf die Globalisierung sowie auf die planetarische Bedrohung durch zivile und militärische Techniken bemerkt Emil Angehrn:

„Auch wenn Kants weltbürgerliche Vereinigung noch in weiter Ferne steht, ist der von ihm aufgerissene Horizont in ungeahnter Weise aktuell und selbstverständlich geworden.“

### Spengler, Guénon und Evola – zyklische Konzepte
Ein viel diskutierter geschichtsphilosophischer Ansatz des 20. Jahrhunderts stammt von Oswald Spengler. Dieser stand in der Tradition der Lebensphilosophie und berief sich in seinem Werk Der Untergang des Abendlandes vornehmlich auf Goethe und Nietzsche. Spengler postulierte für jede große Kultur wie etwa die ägyptische, die indische oder die chinesische einen stets gleichen morphologischen Entwicklungsplan, welcher in Analogie zum biologischen Lebenszyklus eines Lebewesens zu verstehen sei. Dieser „Lebensplan“, welcher Kulturen also genauso eigen sei wie biologische Entwicklungsstufen dem Leben eines Lebewesens, spule sich „schicksalhaft“ in jeder Kultur ab und führe dazu, dass ihr „Leben“ nach stets etwa 1000 Jahren zum Erliegen komme. Grob könnten die Stufen dieses Entwicklungszyklus mit den Begriffen Kindheit, Jugend, Erwachsenenalter und Greisenalter umschrieben werden. Dem Durchgang durch diese Stadien folge dasjenige der „Zivilisation“, in dem die ursprüngliche Lebenskraft einer Kultur erschöpft sei und die zivilisatorischen Errungenschaften lediglich noch mittels eines „Cäsarismus“ verteidigt und in eine imperiale Gestalt gegossen würden.
Zyklisch orientierte Geschichtsphilosophien knüpfen meist an traditionale Vorstellungen und Mythologien an. Wichtige Vertreter im 20. Jahrhundert waren René Guénon und Julius Evola. Letzterer vertrat in seinem kulturphilosophischen Hauptwerk Revolte gegen die Moderne Welt ebenfalls eine durch große Zyklen bestimmte Geschichtsphilosophie. Diese stützt sich zum Teil auf Spenglers oszillierende Kulturen, hauptsächlich jedoch – wie bei Guénon – auf die antiken Lehren von großen Weltzeitaltern, wie sie schon bei Hesiod oder im Vedanta vorkamen.

### Toynbee und McNeill – globale Ansätze
Arnold Toynbees Werk Der Gang der Weltgeschichte knüpft an Spenglers Untergang des Abendlandes an, vertritt aber nicht dessen kulturpessimistisch-deterministische Sicht. Vielmehr propagierte Toynbee eine evolutionäre und prinzipiell ergebnisoffene Sichtweise. Der zufolge entwickeln sich nicht alle Kulturen in einem steten Kreislauf von Aufstieg und Verfall, sondern jeweils unterschiedlich – je nach ihrer Fähigkeit, „Antworten“ (responses) auf „Herausforderungen“ (challenges) zu finden. Er vertrat die Auffassung, dass die Größe des anfänglichen Anreizes zur Entwicklung einer Kultur der Höhe der später zu erreichenden Entwicklungsstufe entspricht. Die Herausforderung kann aber auch zu stark sein und zu einer Überdehnung der Kräfte führen. Demnach entwickelten sich Kulturen, die vor zu einfache oder zu schwere Herausforderungen gestellt wurden, überhaupt nicht oder fallen in Stagnation. Toynbee war einer der ersten Geschichtsphilosophen, die Geschichte nicht ausschließlich eurozentrisch betrachteten. William Hardy McNeill legte mit seinem heute als Standardwerk betrachteten Buch The Rise of the West (Der Aufstieg des Westens, 1963) den Grundstein für die seit den 1980er Jahren etablierte World-History-Strömung.

### Barth und Gadamer – soziologische, sprachanalytische und hermeneutische Herangehensweisen
Wo Geschichtsphilosophie ohne metaphysische Elemente auskam, wurden gelegentlich Ansätze anderer Wissenschaften einbezogen, oder man verzichtete ganz auf die Annahme eines einheitlich wirkenden geschichtlichen Prinzips. Paul Barth beispielsweise zog für sein Werk Die Philosophie der Geschichte als Soziologie (1897) die Soziologie heran und bevorzugte gegen deren teils rationalistische, teils biologische Schulen einen voluntaristischen Ansatz auf der Linie von Ferdinand Tönnies. Anderseits erschien in kantianisch beeinflussten Konzepten die Einheit des geschichtlichen Prozesses nur als „regulative Idee“, die von uns nicht erkannt, sondern bloß gedacht werden kann.
Sprachanalytisch orientierte Ansätze legten den Schwerpunkt auf die Struktur historischer Aussagen. Sie konzentrierten sich meist auf die Behandlung erkenntnis- und wissenschaftstheoretischer Probleme des historischen Erkennens, wie sie auch die pragmatisch orientierte Geschichtstheorie darlegte. Sie verzichteten auf systematische Erklärungsversuche der Weltgeschichte und legten ihren Schwerpunkt auf die Thematisierung der impliziten metaphysischen Annahmen traditioneller Geschichtsphilosophien. Auch der hermeneutische Ansatz – vertreten insbesondere von Hans-Georg Gadamer – verzichtete auf die Erfassung der Geschichte im Sinne eines umfassenden Einheitszusammenhangs. Das menschliche Verstehen wurde dabei als immer schon in einen geschichtlichen Kontext eingebundenes und durch diesen begrenztes betrachtet. „Als Illusion erweist sich das Ideal einer vollen Selbsttransparenz des Subjekts wie das eines vollständigen Verstehens geschichtlicher Vorgänge. Gegen die reflexionsphilosophische Absorbierung der Geschichte im Selbstverhältnis gilt es den Widerstand einer Wirklichkeit geltend zu machen, an der sich die ‚Allmacht der Reflexion’ bricht.“

## Perspektiven im 21. Jahrhundert
In den Anfängen des 21. Jahrhunderts wurden Ansätze einer Neuausrichtung der Geschichtsphilosophie dahingehend reflektiert, dass sie eine Verbindung von Vergangenheitsbeziehung und Zukunftserwartung herstellt, „die ihre Verknüpfung in gegenwärtigen Handlungen finden.“ Lohnende Rückbezüge dafür sieht Christian Schmidt in den europäischen Gesellschaften des 18. Jahrhunderts. Deren geschichtliche Selbstverortung samt daraus sich ergebendem Blick in eine sich weiterentwickelnde Zukunft, die eben nicht nur althergebrachte Privilegien fortschreibt, habe für Aufklärung und Befreiung überhaupt erst eine Perspektive eröffnet. Bereits zu Beginn des 20. Jahrhunderts habe sich die Problemlage allerdings verändert. Seither gehe es nicht mehr vorrangig um die Überwindung des Hergebrachten, sondern darum, eine entfesselte Dynamik zu unterbrechen.
Nikolas Kompridis sieht die Moderne an einem Punkt angekommen, an dem sich geschichtliches Bewusstsein und zukunftsgerichtetes, utopisches Denken erstmals voneinander getrennt haben. Eine für Hoffnungen und Erwartungen nicht mehr offene Zukunft aber verstärke „das lähmende Gefühl kultureller Erschöpfung und Verwirrung“. Als Aufgabe der Philosophie, „die ihr aus der Zukunft entgegenschallt“, bezeichnet es Kompridis, „Möglichkeiten auszusprechen, die auf die Bedürfnisse der Menschheit antworten“. Als mögliche Mittel, die Zukunft wieder zu öffnen und die Beziehung zwischen Vergangenheit, Gegenwart und Zukunft neu zu gestalten, betrachtet er zum einen die Phantasie nach Art der bereits von Aristoteles und Kant den Philosophen zugewiesenen Einbildungskraft, zum anderen Vorgriffe im Sinne Reinhart Kosellecks: regulative- bzw. Vernunftideen, die ihre Verbindlichkeit aus noch unerschlossenen Möglichkeiten ziehen – eher an einem Soll als am Ist orientiert. Erfolgreiche Kritik geht für Kompridis mit der Fähigkeit einher, in den Dingen mehr zu sehen, als sie sind, und dieses Mehr auf eine neue Weise auszudrücken. „Die ‚Utopie‘ wird angemahnt, um die Versiegelung der Möglichkeiten zu verhindern, um die Möglichkeit einer anderen Zukunft offen zu halten, um der Resignation und Anpassung ins Gegebene zu widerstehen.“
Vor dem Hintergrund einer zeitgenössischen Geschichtsphilosophie, die sich aus der Analyse historischer Inhalte zurückgezogen habe und sich auf die Reflexion historiographischer Methoden beschränke, damit aber „an den Rand des philosophischen Kosmos“ geraten sei, entwickelte Johannes Rohbeck das Konzept einer „integrativen Geschichtsphilosophie“, „die sich auf methodisch reflektierte Weise den drängenden inhaltlichen Problemen der Gegenwart stellt.“ Konkrete Schwerpunkte des Argumentationsgangs für verantwortliches praktisches Handeln im Zeitalter einer mehrdimensionalen Globalisierung setzt Rohbeck im Sinne weltgeschichtlicher Gerechtigkeit einerseits bei der Unterstützung von Entwicklungschancen in geschichtlich – etwa durch den Kolonialismus – benachteiligten Weltregionen und andererseits beim Umgang mit dem anthropogenen Klimawandel. Je nach spezifischer Materie – zum Beispiel Atommüllentsorgung oder Treibhausgaseintrag in die Erdatmosphäre – unterscheidet Rohbeck Fristen der Verantwortung für Personen und Institutionen, und zwar als „Handlungsräume, innerhalb derer bestimmte Wirkungen zu erzielen sind.“ Bezüglich der negativen Auswirkungen des Klimawandels seien Handlungen „in den nächsten ein bis zwei Jahrzehnten unumgänglich.“ Die Verantwortungs- und Wirkfristen jedoch reichten wegen der davon betroffenen späteren Generationen deutlich über die Grenze der drei lebenden Generationen hinaus.

### Primärtexte

#### Antike
- Hesiod: Theogonie / Werk und Tage. Hrsg. u. übers. von Albert von Schirnding, mit Einleitung von Ernst G. Schmidt, 5. Auflage. de Gruyter, 2012, ISBN  978-3-05-009403-8
- Platon: Politeia. Hrsg. von Thomas Szlezák u. übers. von Rüdiger Rufener, Artemis und Winkler, Düsseldorf u. Zürich 1999, ISBN 3-7608-1717-3
- Polybios: Historien
- Augustinus: De civitate Dei.

#### Mittelalter
- Ibn Chaldūn: Die Muqaddima. Betrachtungen zur Weltgeschichte. Aus dem arabischen übertragen und mit einer Einführung von Alma Giese. Beck, München 2011, ISBN 978-3-406-62237-3
- Joachim von Fiore: Expositio in Apocalypsim. Minerva-Verlag, Frankfurt am Main 1964.

#### Renaissance und Frühe Neuzeit
- Giambattista Vico: Die neue Wissenschaft. Über die gemeinschaftliche Natur der Völker. 2. Auflage. de Gruyter, 2000, ISBN 978-3-11-016890-7

#### Aufklärung
- Voltaire: Essai sur les moeurs et l'esprit des nations. 1756.
- Immanuel Kant: Kleinere Schriften zur Geschichtsphilosophie, Ethik und Politik. Mit Einleitung, Anmerkungen, Personen- und Sachregister von Karl Vorländer. Meiner, Hamburg 1973, ISBN 978-3-7873-0109-6
- Anne R. Turgot: Über die Fortschritte des menschlichen Geistes. Hrsg. von Johannes Rohbeck und Lieselotte Steinbrügge. Suhrkamp, Frankfurt 1997, ISBN 978-3-518-28257-1
- Johann Gottfried Herder: Auch eine Philosophie der Geschichte zur Bildung der Menschheit. Reclam, Stuttgart 1990, ISBN 978-3-15-004460-5

#### 19. Jahrhundert
- Georg Wilhelm Friedrich Hegel: Vorlesungen über die Philosophie der Geschichte. Reclam, Stuttgart 1997, ISBN 978-3-15-004881-8
- Joseph von Görres: Wachstum der Historie. 1807.
- Friedrich Schlegel: Von den genetischen Gesetzen, in: Philosophischen Vorlesungen, Bonn 1836, S. 115–122.
- Johann Jakob Bachofen: Das Mutterrecht: eine Untersuchung über die Gynaikokratie der alten Welt nach ihrer religiösen und rechtlichen Natur. Stuttgart 1861.
- Novalis: Europa. 1826.
- Saint-Amand Bazard: Doctrine de Saint-Simon. Exposition. Première année. Au Bureau de l'organisateur et duglobe, 2. Ausgabe Paris 1830.
- Ernst von Lasaulx: Neuer Versuch einer alten auf die Wahrheit der Thatsachen gegründeten Philosophie der Geschichte. Literarisch-Artistische Anstalt der J. G. Cotta’schen Buchhandlung, München 1856.
- Karl Marx und Friedrich Engels: Lohnarbeit und Kapital, Thesen über Feuerbach, Das Manifest der Kommunistischen Partei, Das Kapital. Band 1.
- Johann Gustav Droysen: Grundriss der Historik. Veit, Leipzig 1868.
- Friedrich Nietzsche: Vom Nutzen und Nachteil der Historie für das Leben. Reclam, Stuttgart 1986, ISBN 978-3-15-007134-2.
- Jacob Burckhardt: Weltgeschichtliche Betrachtungen. 12. Aufl. Kröner, Stuttgart 1978, ISBN 978-3-520-05512-5

#### 20. und 21. Jahrhundert
- Wilhelm Dilthey: Der Aufbau der geschichtlichen Welt in den Geisteswissenschaften. 7. Aufl. Suhrkamp, Frankfurt 2001, ISBN 978-3-518-27954-0.
- Heinrich Rickert: Die Probleme der Geschichtsphilosophie. Eine Einführung. Heidelberg 1924, Neuausgabe: Celtis Verlag, Berlin 2013, ISBN 978-3-944253-01-5.
- Paul Barth Die Philosophie der Geschichte als Soziologie. Grundlegung und kritische Übersicht. 3./4. Auflage. G. R. Reisland, Leipzig 1922.
- Benedetto Croce: Die Geschichte auf den allgemeinen Begriff der Kunst gebracht. Meiner, Hamburg 1984, ISBN 3-7873-0621-8.
- Oswald Spengler: Der Untergang des Abendlandes: Umrisse einer Morphologie der Weltgeschichte. Albatros, Düsseldorf 2007, ISBN 978-3-491-96190-6.
- Walter Benjamin: Sprache und Geschichte. Philosophische Essays. Reclam, Stuttgart 1992, ISBN 978-3-15-008775-6.
- Karl Jaspers: Vom Ursprung und Ziel der Geschichte. Piper, München 1949 (S. 19 Die Achsenzeit).
- Arnold J. Toynbee: Der Gang der Weltgeschichte (Bd. 1. Aufstieg und Verfall der Kulturen. 7. Aufl. Band 2: Kulturen im Übergang. 3. Aufl.), Europa Verlag, Zürich 1979.
- Karl Löwith: Weltgeschichte und Heilsgeschehen. Die theologischen Voraussetzungen der Geschichtsphilosophie. Metzler, 2004, ISBN 978-3-476-02010-9.
- Karl Popper: Das Elend des Historizismus. Mohr Siebeck, 7. Aufl. Tübingen 2003, ISBN 978-3-16-148025-6.
- Arthur C. Danto: Analytische Philosophie der Geschichte. Suhrkamp, Frankfurt 1974, ISBN 978-3-518-06373-6.
- Michel Foucault: Die Revolutionierung der Geschichte. Suhrkamp, 2. Aufl. 1992, ISBN 978-3-518-11702-6.
- Odo Marquard: Schwierigkeiten mit der Geschichtsphilosophie. Aufsätze, Suhrkamp, 5. Aufl. 2002, ISBN 978-3-518-27994-6.

### Sekundärliteratur
- Karl Acham: Analytische Geschichtsphilosophie. Eine kritische Einführung. Alber, Freiburg u. a. 1974, ISBN 3-495-47238-X.
- Christoph V. Albrecht: Geopolitik und Geschichtsphilosophie, 1748–1798. Akademie Verlag, Berlin 1998, ISBN 978-3-05-003205-4.
- Emil Angehrn: Geschichtsphilosophie. Kohlhammer, Stuttgart/Berlin/Köln 1991, ISBN 978-3-17-010623-9.
- Jörg Baberowski: Der Sinn der Geschichte. Geschichtstheorien von Hegel bis Foucault. Beck, München 2005, ISBN 978-3-406-52793-7.
- Uwe Barrelmeyer: Geschichtliche Wirklichkeit als Problem. Untersuchungen zu geschichtstheoretischen Begründungen historischen Wissens bei Johann Gustav Droysen, Georg Simmel und Max Weber. LIT-Verlag, Münster 1997, ISBN 978-3-8258-3262-9.
- Volker Depkat, Matthias Müller, Andreas Urs Sommer (Hrsg.): Wozu Geschichte(n)? Geschichtswissenschaft und Geschichtsphilosophie im Widerstreit. Franz Steiner, Stuttgart 2004, ISBN 3-515-08419-3.
- David Engels (Hrsg.): Von Platon bis Fukuyama. Biologistische und zyklische Konzepte in der Geschichtsphilosophie der Antike und des Abendlandes, Latomus, Brüssel 2015, ISBN 978-90-429-3274-6.
- Feige, Daniel M.:  „Retroaktive Teleologie. Zur Aktualität geschichtsphilosophischen Denkens“, in: Zeitschrift für Kulturphilosophie 2/2018, S. 347–361.
- Ernest Gellner: Pflug, Schwert und Buch. Grundlinien der Menschheitsgeschichte. dtv/Klett-Cotta, München 1993, ISBN 3-423-04602-3.
- Steffen Groscurth: Geschichtsphilosophie als Basis für Kulturkritik? Herder, Schiller, Adorno. Strukturelle und inhaltliche Untersuchung für eine neue Beschäftigung mit der Geschichtsphilosophie. Europäischer Universitätsverlag, Dülmen 2005, ISBN 978-3-89966-137-8.
- Martin Klüners: Geschichtsphilosophie und Psychoanalyse. V & R Unipress, Göttingen 2013, ISBN 978-3-8471-0147-5.
- Karl-Heinz Lembeck (Hrsg.): Geschichtsphilosophie. Alber, Freiburg u. a. 2000, ISBN 3-495-48011-0.
- Henning Ottmann: Geschichte des politischen Denkens. Von den Anfängen bei den Griechen bis auf unsere Zeit. Band 1–4, Metzler, Stuttgart/Weimar 2001 ff.
- Johannes Rohbeck: Geschichtsphilosophie zur Einführung. Junius, 2. Auflage Hamburg 2008, ISBN 978-3-88506-602-6.
- Johannes Rohbeck, Herta Nagl-Docekal (Hrsg.): Geschichtsphilosophie und Kulturkritik. Historische und systematische Studien. WBG, Darmstadt 2003, ISBN 978-3-534-15068-7
- Johannes Rohbeck: Integrative Geschichtsphilosophie in Zeiten der Globalisierung. De Gruyter, Berlin/Boston 2020, ISBN 978-3-11-059683-0.
- Kurt Rossmann: Deutsche Geschichtsphilosophie. Ausgewählte Texte von Lessing bis Jaspers. dtv, München 1969, ISBN 3-85883-018-6.
- Richard Schaeffler: Einführung in die Geschichtsphilosophie. WBG, 4. Aufl. Darmstadt 1991, ISBN 3-534-05591-8.
- Matthias Schloßberger: Geschichtsphilosophie. Akademie Verlag, Berlin 2013, ISBN 978-3-05-004549-8.
- Christian Schmidt (Hrsg.): Können wir der Geschichte entkommen? Geschichtsphilosophie am Beginn des 21. Jahrhunderts. Campus, Frankfurt/New York 2013, ISBN 978-3-11-059683-0.
- David Schulz: Die Natur der Geschichte. Die Entdeckung der geologischen Tiefenzeit und die Geschichtskonzeptionen zwischen Aufklärung und Moderne (= Ordnungssysteme, Bd. 56). de Gruyter/Oldenburg, Berlin 2020, ISBN 978-3-11-064622-1.
- Andreas Urs Sommer: Geschichte als Trost. Isaak Iselins Geschichtsphilosophie. Schwabe & Co. AG, Basel 2002, ISBN 3-7965-1940-7
- Andreas Urs Sommer: Sinnstiftung durch Geschichte? Zur Genese der spekulativ-universalistischen Geschichtsphilosophie zwischen Pierre Bayle und Immanuel Kant. Schwabe & Co, Basel 2006, ISBN 978-3-7965-2214-7.

### Primärtexte
- Augustinus: De civitate Dei
- Heinrich Rickert: Geschichtsphilosophie (auf gleichsatz.de)
- Georg Simmel: Probleme der Geschichtsphilosophie
- Eric Voegelin: Geschichtsphilosophie, Vorlesung im Sommersemester 1965 an der Ludwig-Maximilians-Universität München
- Texte für Geschichtsphilosophie, Geschichtsschreibung, und Geschichtskultur

### Sekundärliteratur
- Anthony K. Jensen: Philosophy of History. In: James Fieser, Bradley Dowden (Hrsg.): Internet Encyclopedia of Philosophy.
- Daniel Little: Philosophy of History. In: Edward N. Zalta (Hrsg.): Stanford Encyclopedia of Philosophy.
- Hans Michael Baumgartner: Philosophie der Geschichte nach dem Ende der Geschichtsphilosophie (Memento vom 22. Februar 2014 im Internet Archive), Allgemeine Zeitschrift für Philosophie 12/1987, 1–22 (Antrittsvorlesung)
- Bernd Goebel: Michel Foucaults Monologe (PDF; 316 kB)
- Michael Heinrich: Geschichtsphilosophie bei Marx (PDF)
- Paul Ricœur: Geschichtsschreibung und Repräsentation (Rezension) (PDF; 85 kB)
- Pirmin Stekeler-Weithofer: Vorsehung und Entwicklung in Hegels Geschichtsphilosophie
- Franz Martin Wimmer: Geschichtsphilosophie: Begriffe und Grundtypen